# Zsolt István
Zsolt István (Budapest, 1921. június 28. – Budapest, 1991. május 7.) magyar nemzetközi labdarúgó-játékvezető, ellenőr és sportvezető. A Nemzeti Színház főügyelőjeként dolgozott. A sportsajtó szerint játékvezetői tevékenysége az első nagy magyar játékvezetői pályafutás.

## Pályafutása
1947-től nem fogyasztott alkoholt, nem dohányzott és kávét sem ivott, szinte puritánul élt, minden energiáját, egyéniségét, magánéletét a játékvezetésre fordította. A játékvezetésből szakmailag kiemelkedő teljesítményt nyújtott pályafutása alatt. A sportsajtó értékelése szerint az egyik, sporttörténeti besorolás szerint az első nagy magyar játékvezető. A második Palotai Károly, a harmadik Puhl Sándor, de a nagyok közül egyedül utóbbi vezetett világbajnoki döntőt. Az elmaradt világbajnoki döntő vezetése sem feltétlen az ő hibája, hiszen a magyar labdarúgás az ő aktív játékvezetői tevékenységekor a világ élvonalába tartozott és így nehezebb – sportdiplomáciai – dolga volt, mint Puhl Sándornak. Az egyébként nem túl erős felépítésű mindössze 65 kilós sportembert az is segítette a nemzetközi sport világában, hogy jól beszélt angolul.

### Nemzeti játékvezetés
A játékvezetői vizsgát alig tizenhat évesen  tette le, főgimnáziumi igazgatói és belügyminiszteri engedéllyel. 1937 és 1971 között bíráskodott. Négy esztendővel a második világháború után a Budapesti Labdarúgó-szövetség (BLSZ) által üzemeltetett I. osztályban kapott feladatot. Ellenőrei Barna Károly és Kann Ferenc voltak. Véleményük alapján néhány héten belül NB II-es mérkőzésre küldték. 1950-ben debütált az NB I-ben. Az aktív nemzeti játékvezetéstől 1971-ben a Bp. Honvéd–Újpesti Dózsa mérkőzéssel búcsúzott. A mérkőzés előtti ünnepségen az MLSZ nevében Buda István köszöntötte. Foglalkoztatására jellemző, hogy az 1970-es bajnoki idényben hét mérkőzés dirigálásával bízták meg. Vezetett NB. I-es mérkőzéseinek száma: 195. 
| Időpont            | Helyszín                   | Mérkőzés típusa          | Mérkőzés                     | Eredmény |
| ------------------ | -------------------------- | ------------------------ | ---------------------------- | -------- |
| 1950. december 17. | Kijelölt Stadion, Budapest | első NB. I-es mérkőzés   | Bőripari DSE–Budapesti Dózsa | 1 – 5    |
| 1971. december 1.  | Kispesti Stadion, Budapest | utolsó NB. I-es mérkőzés | Bp. Honvéd–Újpesti Dózsa     | 2 – 2    |

### Nemzetközi játékvezetés
A Magyar Labdarúgó-szövetség Játékvezető Bizottsága (JB) terjesztette fel nemzetközi játékvezetőnek, a Nemzetközi Labdarúgó-szövetség (FIFA) 1951-től tartotta nyilván bírói keretében. 1971 végén a Vásárvárosok Kupa nemzetközi labdarúgó torna zárásaként Barcelonában tartotta értekezletét a versenybizottság. A torna méltó lezárását megünneplő mérkőzésen, az első és az utolsó győztes csapat, a Barcelona–Leeds United FC találkozót vezette. A FIFA JB, Zsolt szakmai pályafutásának elismeréseként ezzel a mérkőzéssel búcsúzott a nemzetközi játékvezetéstől visszavonuló sportembertől. A magyar nemzetközi játékvezetők rangsorában, a világbajnokság-Európa-bajnokság sorrendjében a negyedik helyet foglalja el 12 találkozó szolgálatával. Válogatott mérkőzéseinek száma: 37.

#### Labdarúgó-világbajnokság
Három világbajnokság aktív szereplője. A világbajnoki döntőhöz vezető úton Svájcban az V., az 1954-es labdarúgó-világbajnokságon kettő mérkőzést vezethetett. A második magyar bíró, aki mérkőzésvezetésre kapott megbízást. A magyar válogatott csapat döntőbe jutása kizárta további bírói tevékenységét. A FIFA elvárásának megfelelően, ha nem vezetett, akkor valamelyik működő társának segített partbíróként. Szakmai munkájának elismeréseként a bronzmérkőzésen, az Uruguay–Ausztria (1:3) összecsapást vezető Raymon Wyssling egyik partbírójaként segédkezett. Svédországban a VI., az 1958-as labdarúgó-világbajnokságon szintén kettő mérkőzést irányíthatott. Négy évvel ezelőtt Magyarország előtt az NSZK csapata nyerte a világbajnokságot. Hiába koordinálta kiválóan a Svédország–Nyugat-Németország mérkőzést, a német sajtó és a sportdiplomácia megakadályozta abban, hogy a megérdemelt világbajnoki döntőt vezethesse. Az egyik német játékos kiállítása miatt azzal vádolták, hogy visszaadta a vereség ízét a németeknek.
Anglia volt a VIII., az 1966-os labdarúgó-világbajnokság döntő mérkőzéseinek házigazdája. A FIFA kiírása szerint csak azok az országok képviseltethetik magukat játékvezetővel a világbajnokságon, amelyik ország képviseli magát a döntőbe. Magyarország a világbajnoki torna egyik résztvevője volt. Nagy megtiszteltetésként a nyitómérkőzést, az Anglia–Uruguay találkozón volt vezető bíró. Sir Stanley Rous véleménye szerint Már az a játékvezető is megtisztelve érezheti magát, aki a nagy világverseny első mérkőzését dirigálhatja. Egy nagy színjáték prológusaként irányt szabhat a többi kollégájának.  Az Angol labdarúgó-szövetség (FA) és a FIFA szabadidős programjában szerepelt egy, a játékvezetők részére rendezett vitorlás verseny is, amit megnyert. Világbajnokságokon vezetett mérkőzéseinek száma: 5 + 6 (partbíró).

##### 1954-es labdarúgó-világbajnokság

###### Világbajnoki mérkőzés
| Időpont          | Helyszín                       | Mérkőzés típusa              | Mérkőzés         | Eredmény | Nézők száma |
| ---------------- | ------------------------------ | ---------------------------- | ---------------- | -------- | ----------- |
| 1954. június 20. | Wankdorf Stadion, Bern         | csoportmérkőzés (D. csoport) | Anglia–Svájc     | 2 : 0    | 43 000      |
| 1954. június 27. | Les Charmilles Stadion, Geneva | negyeddöntő                  | NSZK–Jugoszlávia | 2 : 0    | 17 000      |

##### 1958-as labdarúgó-világbajnokság

###### Selejtező mérkőzések
| Időpont          | Helyszín                      | Mérkőzés típusa           | Mérkőzés                   | Eredmény | Nézők száma |
| ---------------- | ----------------------------- | ------------------------- | -------------------------- | -------- | ----------- |
| 1958. január 15. | Windsor Park Stadion, Belfast | előselejtező (8. csoport) | Észak-Írország–Olaszország | 2 : 1    | 50 000      |

###### Világbajnoki mérkőzés
| Időpont          | Helyszín                     | Mérkőzés típusa              | Mérkőzés           | Eredmény | Nézők száma |
| ---------------- | ---------------------------- | ---------------------------- | ------------------ | -------- | ----------- |
| 1958. június 8.  | Nya Ullevi Stadion, Göteborg | csoportmérkőzés (4. csoport) | Szovjetunió–Anglia | 2 : 2    | 49 000      |
| 1958. június 24. | Nya Ullevi Stadion, Göteborg | elődöntő                     | Svédország–NSZK    | 3 : 1    | 50 000      |

##### 1966-os labdarúgó-világbajnokság

###### Selejtező mérkőzés
| Időpont            | Helyszín                           | Mérkőzés típusa           | Mérkőzés           | Eredmény | Nézők száma |
| ------------------ | ---------------------------------- | ------------------------- | ------------------ | -------- | ----------- |
| 1964. november 7.  | Evagoras Stadion, Famagusta        | előselejtező (2. csoport) | Ciprus–Svédország  | 0 : 5    | 2 716       |
| 1964. november 29. | Leoforos Alexandras Stadion, Athén | előselejtező (7. csoport) | Görögország–Dánia  | 4 : 2    | 21 748      |
| 1965. december 7.  | San Paolo Stadion, Nápoly          | előselejtező (8. csoport) | Olaszország–Skócia | 3 : 0    | 68 873      |

###### Világbajnoki mérkőzés
| Időpont          | Helyszín                | Mérkőzés típusa            | Mérkőzés       | Eredmény | Nézők száma |
| ---------------- | ----------------------- | -------------------------- | -------------- | -------- | ----------- |
| 1966. július 11. | Wembley Stadion, London | nyitómérkőzés (A. csoport) | Anglia–Uruguay | 0 : 0    | 87 000      |

#### Labdarúgó-Európa-bajnokság
Az európai-labdarúgó torna döntőjéhez vezető úton Olaszországba a III., az 1968-as labdarúgó-Európa-bajnokságra, valamint Belgiumba a IV., az 1972-es labdarúgó-Európa-bajnokságra az UEFA JB bíróként foglalkoztatta. Olaszországba az UEFA versenykiírása szerint a döntőbe jutott csapatok nem vihettek magukkal játékvezetőt. Moszkvában a magyar csapat kikapott és így a megbízásnak megfelelően mehett a döntőre.

##### 1968-as labdarúgó-Európa-bajnokság

###### Selejtező mérkőzés
| Időpont            | Helyszín               | Mérkőzés típusa           | Mérkőzés          | Eredmény | Nézők száma |
| ------------------ | ---------------------- | ------------------------- | ----------------- | -------- | ----------- |
| 1967. november 18. | Wankdorf Stadion, Bern | előselejtező (6. csoport) | Svájc–Olaszország | 2 : 2    | 55 000      |

###### Európa-bajnoki mérkőzés
| Időpont         | Helyszín               | Mérkőzés típusa | Mérkőzés           | Eredmény | Nézők száma |
| --------------- | ---------------------- | --------------- | ------------------ | -------- | ----------- |
| 1968. június 8. | Olimpiai Stadion, Róma | bronztalálkozó  | Anglia–Szovjetunió | 2 : 0    | 50 000      |

##### 1972-es labdarúgó-Európa-bajnokság

###### Selejtező mérkőzés
| Időpont          | Helyszín                               | Mérkőzés típusa           | Mérkőzés          | Eredmény | Nézők száma |
| ---------------- | -------------------------------------- | ------------------------- | ----------------- | -------- | ----------- |
| 1971. június 18. | Georgiosz Karaiszkakisz Stadion, Athén | előselejtező (3. csoport) | Görögország–Málta | 2 : 0    | 15 000      |

#### Olimpiai játékok
A Nemzetközi Olimpiai Bizottság (NOB) által szervezett olimpiai labdarúgó tornán négy alkalommal végzett szolgálatot. Az 1952. évi, majd nyolc év szünet után az 1960. évi, az 1964. évi, valamint 1968. évi nyári olimpiai játékokon foglalkoztatta a FIFA JB bírói feladatokkal.

##### 1952. évi nyári olimpiai játékok
| Időpont          | Helyszín                | Mérkőzés típusa | Mérkőzés             | Eredmény | Nézők száma |
| ---------------- | ----------------------- | --------------- | -------------------- | -------- | ----------- |
| 1952. július 16. | Központi Stadion, Kotka | csoportmérkőzés | Szovjetunió–Bulgária | 2 : 1    | 10 000      |

##### 1960. évi nyári olimpiai játékok
| Időpont             | Helyszín                   | Mérkőzés típusa              | Mérkőzés          | Eredmény | Nézők száma |
| ------------------- | -------------------------- | ---------------------------- | ----------------- | -------- | ----------- |
| 1960. augusztus 29. | Adriatico Stadion, Pescara | csoportmérkőzés (C. csoport) | Argentína–Tunézia | 2 : 1    | 4 605       |

##### 1964. évi nyári olimpiai játékok
| Időpont           | Helyszín                       | Mérkőzés típusa              | Mérkőzés               | Eredmény | Nézők száma |
| ----------------- | ------------------------------ | ---------------------------- | ---------------------- | -------- | ----------- |
| 1964. október 14. | Chichibu herceg Stadion, Tokió | csoportmérkőzés (C. csoport) | Csehszlovákia–Egyiptom | 5 : 1    | 15 903      |
| 1964. október 22. | Nagai Stadion, Oszaka          | vigaszág                     | Románia–Jugoszlávia    | 3 : 0    | 10 000      |

##### 1968. évi nyári olimpiai játékok
| Időpont           | Helyszín                    | Mérkőzés típusa              | Mérkőzés        | Eredmény | Nézők száma |
| ----------------- | --------------------------- | ---------------------------- | --------------- | -------- | ----------- |
| 1968. október 13. | Azteca Stadion, Mexikóváros | csoportmérkőzés (A. csoport) | Mexikó–Kolumbia | 1 : 0    |             |

#### Nemzetközi kupadöntők
Nemzetközi kupadöntőinek száma: 2.

##### Kupagyőztesek Európa-kupája
| Időpont         | Helyszín                | Mérkőzés típusa | Mérkőzés                            | Eredmény | Nézők száma |
| --------------- | ----------------------- | --------------- | ----------------------------------- | -------- | ----------- |
| 1965. május 19. | Wembley Stadion, London | döntő           | West Ham United FC–TSV 1860 München | 2 : 0    | 97 974      |

##### Vásárvárosok kupája
Az UEFA JB újabb megtisztelő megbízásaként a döntő első találkozóját koordinálhatta. A tornasorozat 13. döntőjének – az első magyar – bírója.
| Időpont              | Helyszín                    | Mérkőzés típusa     | Mérkőzés                   | Eredmény | Nézők száma |
| -------------------- | --------------------------- | ------------------- | -------------------------- | -------- | ----------- |
| 1966. szeptember 14. | Camp Nou Stadion, Barcelona | döntő első mérkőzés | FC Barcelona–Real Zaragoza | 0 : 1    | 50 000      |

## Sportvezetőként
1974-től az MLSZ elnökségének tagja. 1974-1979 között az MLSZ Játékvezető Bizottságának (JB) elnöke.

## Írásai
Az Országos Testnevelési és Sport Bizottság Játékvezető Tanács (JT) által kiadott Játékvezető című szakmai lap egyik nemzetközi rovatvezetője.

### Könyvei
- A pálya közepén – Magvető Kiadó 1974
- A labda másik oldala – Sport Kiadó 1980 ISBN 963-253-565-0
- Útban Sydney felé
- Fészekrakás Észak-Amerikában – Ifjúsági Lap- és Könyvkiadó 1984
- Az ott lent Amerika – Ifjúsűgi Lap- és Könyvkiadó 1986 ISBN 963-422-785-6

## Sikerei, díjai
- 1965-ben megkapta az UNESCO Pierre de Coubertin fair play díját.
- 1972-ben az MLSZ elnöksége 35 évi játékvezetői működésétől való visszavonulása alkalmából tárgyjutalomban részesítette: egy eredeti kínai amforát kapott.